# Macrozamia occidua
Macrozamia occidua D.L.Jones & P.I.Forst è una pianta appartenente alla famiglia delle Zamiaceae, endemica dell'Australia.

## Descrizione
È una cicade con fusto sotterraneo, ovoidale, con diametro di 10-20 cm.
Le foglie, pennate, lunghe 40-75 cm, sono disposte a corona all'apice del fusto e sono rette da un picciolo lungo 10-25 cm; ogni foglia è composta da 40-60 paia di foglioline lanceolate, con margine dentato e apice acuminato, lunghe mediamente 6-20 cm, di colore dal grigio verde al verde brillante.
È una specie dioica con esemplari maschili che presentano coni terminali solitari di forma cilindrica, lunghi 10-24 cm ed esemplari femminili con coni di forma ovoidale lunghi 10-14 cm, e larghi 5-8 cm.
I semi sono grossolanamente ovoidali, lunghi 18-25 mm, ricoperti da un tegumento di colore rosso arancio.

## Distribuzione e habitat
L'areale della specie è ristretto ad una piccola aea ricadente all'interno del Parco nazionale Sundown, nel Queensland meridionale, ad altitudini comprese tra 800 e 1.000 m s.l.m.

## Conservazione
La IUCN Red List classifica M. occidua come specie vulnerabile.

La specie è inserita nella Appendice II della Convention on International Trade of Endangered Species (CITES).